# Nationale Masculine 2
La Nationale Masculine 2 (en francés, Championnat de France de basket-ball de Nationale masculine 2, o, popularmente NM2), es la cuarta competición de baloncesto de Francia, por detrás de la LNB, de la Pro B y de la NM1. Fue fundada en 1965. Cuenta con 56 equipos divididos en 4 grupos de 14. El campeón actual es el Aurore de Vitré, que consiguió en 2018 su primer título NM2 y el ascenso a la tercera categoría.

## Historia
Desde su creación en 1965, la cuarta división del baloncesto francés ha tenido diversas denominaciones a lo largo de los años.
- 1965 a 1974 : Fédérale 2
- 1974 a 1987 : Nationale 4
- 1987 a 1998 : Nationale 3
- desde 1999 : Nationale 2

## Equipos 2017-2018
| Grupo A - Étoile sportive Prissé-Mâcon (Prissé) - Stade Marseillais UC (Marseille) - Azuréa Club Golfe-Juan-Vallauris (Golfe-Juan) - Amicale Laïque Lons-le-Saunier (Lons-le-Saunier) - Beaujolais Basket (Quincié-en-Beaujolais) - Montbrison Masculins BC (Montbrison) - Sapela Basket 13 (Salon-de-Provence) - Ouest Lyonnais Basket (Champagne-au-Mont-d'Or) - SO Pont-de-Chréuy Charvieu Chavanoz Basket Ball (Pont-de-Chéruy) - Enfant du Forez de Feurs (Feurs) - Amicale Saint-Michel Basket Le Puy-en-Velay (Le Puy-en-Velay) - Le Cannet Côte d'Azur Basket (Le Cannet) - Besançon Avenir Comtois (Besançon) - IE - CTC Lyon SO Basket Territoire (Sainte-Foy-lès-Oullins) | Grupo B - Avenir Serreslousiens Colombins Horsarrois (Horsarrieu) - Beyssac Beaupuy Marmande (Marmande) - Toulouse Basket Club (Toulouse) - ES Gardonne (Gardonne) - Cognac Charente Basket-ball (Cognac) - Pays des Olonnes Basket (Les Sables-d'Olonne) - Réal Chalossais (Saint-Aubin) - JSA Bordeaux Basket (Bordeaux) - La Rochelle Rupella 17 (La Rochelle) - Val d'Albret Basket (Val d'Albret) - Valence-Condom Gers Basket (Valence-sur-Baïse) - Garonne ASPTT Basket (Meilhan-sur-Garonne) - IE - Dax-Gamarde Goos Basket (Dax)                   |
| Grupo C - Union Rennes Basket 35 (Rennes) - Laval US (Laval) - Calais Basket (Calais) - AS Cherbourg (Cherbourg-Octeville) - Alerte Juvisy Basket (Juvisy-sur-Orge) - Union Tours Basket Métropole (Tours) - Poissy Basket Association (Poissy) - Pays de Fougères Basket (Fougères) - Aurore de Vitré Basket Bretagne (Vitré) - Étoile Angers Basket (Angers) - Berck/Rang du Fliers (Berck) - Stade de Vanves (Vanves) - Pornic Basket St-Michel (Pornic) - Club Sportif Gravenchonnais (Gravenchon) | Grupo D - Pfastatt AS Saint-Maurice (Pfastatt) - Tourcoing SM (Tourcoing) - Union Ste-Marie/Metz Basket (Metz) - W.O.S.B. [Otterswiller) - Tremblay Athlétique Club (Tremblay-en-France) - IE - CTC Paris Basket Avenir (Paris) - AS Kaysersberg Ammerschwihr BCA (Kaysersberg) - Éveil Recy St-Martin Basket (Recy) - Gennevilliers Basket Club (Gennevilliers) - Cergy-Pontoise Basket Ball (Cergy) - Holtzheim Vogesia (Holtzheim) - Joeuf-Homécourt Basket (Joeuf) - Union Sportive Maubeugeoise Basket Ball (Maubeuge) - FC Mulhouse Basket (Mulhouse) |

## Formato de competición
El campeonato se celebra en dos fases:
- - una fase denominada temporada regular donde todos los equipos se enfrentaron en ida y vuelta , en cuatro grupos de 14 equipos;

Los dos primeros clasificados de los cuatro grupos competirán en un Play-Off para obtener los cuatro billetes a la categoría superior. Los cuartos de final son a tres partidos, empezando en el pabellón del peor clasificado.
- - Primero Grupo A se enfrenta Segundo Grupo D (Partido 1)
  - Primero Grupo B se enfrenta al Segundo Grupo A (Partido 2)
  - Primero Grupo D se enfrenta al Segundo Grupo C (Partido 3)
  - Primero grupo C se enfrenta al Segundo Grupo B (Partido 4)

Una Final Four entre los cuatro equipos ganadores de los Play-Offs. Semifinales y final se juegan a un solo partido. Los tres últimos de cada grupo, bajan a la NM3, que son reemplazados por dos que han bajado desde la NM1 y los doce primeros de los doce grupos de la NM3, que juegan Play-Offs para saber quien es el ganador de la NM3.

## Historial
| bajo el nombre de Nationale 3 - 1988 : ASA Sceaux - 1989 : Bleuets Agen - 1990 : Union Tarbes Lourdes Pyrénées Basket - 1991 : Stade Montois Basket - 1992 : Hagetmau Doazit Chalosse - 1993 : CJF Fleury Les Aubrais - 1994 : Saint-Étienne Basket - 1995 : Saint-Vallier Basket Drôme - 1996 : Union Pontoise-Andrézieux Basket - 1997 : Sablé-sur-Sarthe BC - 1998 : SPO Rouen Basket |  | bajo el nombre de Nationale 2 - 1999 : Entente Orléanaise 45 - 2000 : SPO Rouen Basket - 2001: Stade Clermontois Basket Auvergne - 2002: Basket Club Longwy Rehon - 2003: Boulazac Basket Dordogne - 2004: Sapela Basket 13 - 2005: ADA Blois Basket - 2006: Lille Métropole Basket Clubs - 2007: Union Pontoise-Andrézieux Basket - 2008: Denek Bat Bayonne Urcuit - 2009: Cognac BB |  | - 2010: Sorgues BC - 2011: Cognac BB - 2012: Saint-Chamond Basket - 2013: E Cergy Osny Pontoise BB - 2014: GET Vosges - 2015 : Caen Basket Calvados - 2016 : Gries Oberhoffen - 2017 : La Charité Basket 58 - 2018 : Aurore de Vitré - 2019 : Dax Gamarde Basket 40 - 2020 : No hubo, debido al Covid 19 - 2021 : No hubo, debido al Covid 19* - 2022 : Hyères Toulon Var Basket |  | - 2023 : Lons-le-Saunier - 2024 : Levallois Sporting Club - 2025 : Elan Souemontain Montgaillardais |

*En 2021 no hubo proclamación de campeón, pero ascendieron a NM1 el LyonSO y el Spartiates de Cergy-Pontoise